# ФК «Сокол» Саратов в сезоне 2019/2020
Сезон 2019/2020 годов стал для ФК «Сокол» 28-м в его истории выступлений в чемпионате России по футболу.

## Команда 2019/2020

### Состав команды
- Список игроков, основного состава футбольного клуба «Сокол» Саратов в сезоне 2019/2020 годов[1][2][3][4][5][6].

| №             | Игрок                | Гражданство | Дата рождения    | Чемпионат России | Чемпионат России | Чемпионат России | Кубок России | Кубок России | Кубок России | Всего   | Всего   | Всего   |
| №             | Игрок                | Гражданство | Дата рождения    | Игры             | Голы             | ЖК/КК            | Игры         | Голы         | ЖК/КК        | Игры    | Голы    | ЖК/КК   |
| Вратари       | Вратари              | Вратари     | Вратари          | Вратари          | Вратари          | Вратари          | Вратари      | Вратари      | Вратари      | Вратари | Вратари | Вратари |
| ------------- | -------------------- | ----------- | ---------------- | ---------------- | ---------------- | ---------------- | ------------ | ------------ | ------------ | ------- | ------- | ------- |
| 1             | Никита Кулик         | Флаг России | 10 апреля 2000   | 4                | -3               | —                | —            | —            | —            | 4       | -3      | —       |
| 16            | Артём Фёдоров        | Флаг России | 16 декабря 1984  | 14               | -6               | 2                | —            | —            | —            | 14      | -6      | 2       |
| 35            | Иван Беляев          | Флаг России | 13 февраля 2002  | —                | —                | —                | 1            | -3           | —            | 1       | -3      | —       |
| Защитники     |                      |             |                  |                  |                  |                  |              |              |              |         |         |         |
| 3             | Олег Бабенков        | Флаг России | 21 июня 1985     | 12               | —                | 4                | —            | —            | —            | 12      | —       | 4       |
| 6             | Олег Брежнев         | Флаг России | 14 апреля 2000   | —                | —                | —                | 1            | —            | —            | 1       | —       | —       |
| 9             | Данила Олейников     | Флаг России | 27 июля 2000     | —                | —                | —                | 1            | —            | —            | 1       | —       | —       |
| 14            | Никита Олишевский    | Флаг России | 25 июня 1999     | 13               | —                | 1                | —            | —            | —            | 13      | —       | 1       |
| 15            | Глеб Крючков         | Флаг России | 16 июля 1998     | —                | —                | —                | 1            | —            | —            | 1       | —       | —       |
| 19            | Дмитрий Елизаров     | Флаг России | 17 января 2001   | —                | —                | —                | 1            | —            | 1            | 1       | —       | 1       |
| 20            | Дмитрий Сазонов      | Флаг России | 22 июля 2000     | —                | —                | —                | 1            | —            | —            | 1       | —       | —       |
| 27            | Артём Молодцов       | Флаг России | 8 октября 1990   | 14               | 2                | 3                | —            | —            | —            | 14      | 2       | 3       |
| 44            | Илья Сериков         | Флаг России | 4 марта 1995     | 17               | 3                | 2                | —            | —            | —            | 17      | 3       | 2       |
| 71            | Артём Пасько         | Флаг России | 3 апреля 1992    | 17               | 1                | 1                | —            | —            | —            | 17      | 1       | 1       |
| Полузащитники |                      |             |                  |                  |                  |                  |              |              |              |         |         |         |
| 9             | Ярослав Краснов      | Флаг России | 11 июля 1996     | 11               | —                | —                | —            | —            | —            | 11      | —       | —       |
| 10            | Дмитрий Борисов      | Флаг России | 8 ноября 1996    | 15               | —                | 1/1              | —            | —            | —            | 15      | —       | 1/1     |
| 11            | Руслан Кабутов       | Флаг России | 29 мая 2000      | 17               | 1                | 4                | —            | —            | —            | 17      | 1       | 4       |
| 17            | Владимир Победимов   | Флаг России | 27 ноября 1998   | 10               | —                | 2                | —            | —            | —            | 10      | —       | 2       |
| 17            | Руслан Карибов       | Флаг России | 8 сентября 2000  | —                | —                | —                | 1            | —            | —            | 1       | —       | —       |
| 19            | Никита Гвинейский    | Флаг России | 28 декабря 1998  | 11               | 2                | 3                | —            | —            | —            | 11      | 2       | 3       |
| 20            | Александр Столяренко | Флаг России | 18 января 1991   | 11               | 2                | 4                | —            | —            | —            | 11      | 2       | 4       |
| 25            | Артём Харламов       | Флаг России | 18 апреля 2000   | —                | —                | —                | 1            | —            | —            | 1       | —       | —       |
| 26            | Мурат Рамазанов      | Флаг России | 17 августа 2000  | —                | —                | —                | 1            | —            | —            | 1       | —       | —       |
| 30            | Михитар Захарян      | Флаг России | 6 февраля 1991   | 7                | —                | —                | 1            | —            | —            | 8       | —       | —       |
| 75            | Николай Макаров      | Флаг России | 13 сентября 2000 | 1                | —                | —                | 1            | 1            | —            | 2       | 1       | —       |
| 80            | Александр Некрылов   | Флаг России | 22 января 2001   | 10               | —                | —                | 1            | —            | —            | 11      | —       | —       |
| 88            | Валерий Павлов       | Флаг России | 7 февраля 1986   | 8                | —                | —                | —            | —            | —            | 8       | —       | —       |
| 90            | Денис Анисимов       | Флаг России | 23 февраля 1996  | 17               | 6                | 1                | —            | —            | —            | 17      | 6       | 1       |
| Нападающие    |                      |             |                  |                  |                  |                  |              |              |              |         |         |         |
| 7             | Александр Перчёнок   | Флаг России | 28 ноября 1992   | 17               | 10               | 4                | —            | —            | —            | 17      | 10      | 4       |
| 8             | Виталий Галыш        | Флаг России | 13 мая 1990      | 15               | 5                | —                | —            | —            | —            | 15      | 5       | —       |
| 11            | Алексей Козлов       | Флаг России | 21 января 2000   | —                | —                | —                | 1            | —            | —            | 1       | —       | —       |
| 77            | Владимир Романенко   | Флаг России | 30 сентября 1987 | 17               | 5                | 3                | —            | —            | —            | 17      | 5       | 3       |

## Первенство ПФЛ 2019/2020
Основная статья: Первенство ПФЛ 2019/2020

### Результаты матчей
| 16 июля 2019 1-й тур | Сокол       | 0:1 (0:1) | Динамо (Брянск)             |               |
| 4:00 PM | Федоров, 45 | [ 38 ]    | Цуканов, гол 35 Крючков, 63 | Зрителей: 950 |
| Сокол: Федоров, Молодцов, Сериков, Пасько, Павлов, Столяренко (Борисов, 59), Анисимов, Гвинейский (Победимов, 83), Кабутов (Некрылов, 79), Романенко (Перченок, 58), Галыш Динамо (Брянск): Кузнецов, Крючков, Луппа, Цуканов, Сапаев, Сорокин, Дрогунов (Пикатов, 74), Баранов (Фролов, 88), Худобко, Мараев (Луканченков, 56), Вдовиченко (Укомский, 61) |             |           |                             |               |

| 24 июля 2019 2-й тур | Салют                                             | 0:1 (0:0) | Сокол                                        | Белгород                       |
| 5:30 PM | Дегтев, 45. Агеев, 49. Ивантеев, 50 Ямлиханов, 73 | [ 39 ]    | Кабутов, 52. Гвинейский, 64 Анисимов, гол 87 | Стадион: «Салют» Зрителей: 850 |
| Салют: Цыгулев, Басов, Колесников, Мироненко, Мастеров (Ивантеев, 33), Чунихин, Ямлиханов, Сныткин (Штыпула, 58), Агеев, Молтенинов (Грибанов, 46), Дегтев (Бочаров, 63) Сокол: Федоров (Кулик, 13), Олишевский, Сериков, Пасько, Павлов (Кабутов, 46), Борисов, Анисимов (Бабенков, 90+), Гвинейский (Победимов, 72), Перченок, Романенко, Галыш (Краснов, 69) |                                                   |           |                                              |                                |

| 1 августа 2019 3-й тур | Сокол                                                                                      | 3:0 (3:0) | Арарат                               | Саратов                             |
| 5:00 PM | Пасько, гол 2. Молодцов, гол 13. Борисов, 23 Гвинейский, 30 Молодцов, 39 Романенко, гол 45 | [ 40 ]    | Дмитриев, 29 Батяев, 31 Моргунов, 88 | Стадион: «Локомотив» Зрителей: 1860 |
| Сокол: Швагирев, Дмитриев, Димидко, Шалоников, Новичков (Лимонов, 46), Подымов (Урхов, 66), Забродин, Батяев (Моргунов, 46), Логуа (Андямов, 79), Джикия, Грузнов (Ахмаев, 46) Арарат: Кулик, Молодцов, Сериков, Бабенков, Пасько, Олишевский, Борисов (Некрылов, 90+), Анисимов (Захарян, 86), Гвинейский (Победимов, 60), Романенко (Краснов, 65), Перченок (Кабутов, 68) |                                                                                            |           |                                      |                                     |

| 9 августа 2019 4-й тур | Зоркий                                                                                 | 2:2 (1:0) | Сокол | Красногорск                     |
| 4:00 PM | Георгиевский, 3 (1:0) Самылин, 38 Георгиевский, 83 (незаб) Юрьев, 86 Кашаев, 90+ (2:2) | [ 41 ]    | Олишевский, 36 Романенко, 56, с пенальти (1:1). Бабенков, 59. Перченок, 75. Молодцов, 82 Сериков, 87 (1:2) Кабутов, 88 | Стадион: «Зоркий» Зрителей: 300 |
| Зоркий: Данилов, А.Юран, Иваньков, Данилюк, Прилепин (Демин, 90+), Кашаев, Орлов (Юрьев, 68), Имаев (Репов, 90), Георгиевский, Земченков (Дроздов, 77), Самылин (Пагиев, 66) Сокол: Кулик, Молодцов, Сериков, Бабенков, Пасько (Кабутов, 53), Олишевский, Борисов, Анисимов, Гвинейский (Победимов, 68), Романенко (Краснов, 74), Перченок (Захарян, 78) |                                                                                        |           | |                                 |

| 16 августа 2019 5-й тур | Сокол                                         | 1:1 (1:0) | Сатурн                                                                 | Саратов                             |
| 5:00 PM | Анисимов, 1 (1:0) Перченок, 19. Бабенков, 41. | [ 42 ]    | Губочкин, 33.Захаров, 52. Радостев, 59 Кулик, 90+, в свои ворота (1:1) | Стадион: «Локомотив» Зрителей: 1850 |
| Сокол: Кулик, Молодцов, Сериков, Бабенков, Павлов (Пасько, 64), Борисов, Гвинейский (Некрылов, 78), Анисимов (Макаров, 90+), Кабутов (Галыш, 60), Романенко, Перченок (Столяренко, 78) Сатурн: Межиев, Корж (Тявин, 84), Губочкин, Обивалин, Захаров, Шаров, Коробов (Потапов, 75), Горовых (Доронин, 54), Широков (Родионов, 57), Радостев (Исайкин, 75), Альшанский |                                               |           |                                                                        |                                     |

| 23 августа 2019 6-й тур | Сокол                                                                        | 4:0 (2:0) | Ротор-2                    | Саратов                             |
| 5:00 PM | Романенко, 33, с пенальти. Перченок, 35. Анисимов, 48. Галыш, 59, с пенальти | [ 43 ]    | Пушкарев, 78. Насонкин, 89 | Стадион: «Локомотив» Зрителей: 1920 |
| Сокол: Федоров, Молодцов, Сериков, Бабенков (Пасько, 70), Павлов, Борисов (Столяренко, 61), Гвинейский, Анисимов (Краснов, 65), Перченок, Кабутов (Некрылов, 82), Романенко (Галыш, 57) Ротор-2: Репин, Насонкин, Донцов, Кобзев, Пушкарев (Кушаров, 79), Жеребятников (Сесявин, 57), Лагутин, Климов (Сергиенко, 74), Муромский, Кузнецов (Арсеньев, 67), Барцов (Щербин, 63) |                                                                              |           |                            |                                     |

| 30 августа 2019 7-й тур | Квант                    | 0:6 (0:2) | Сокол                                                                                 | Калуга                                 |
| 3:00 PM | Друщиц, 77. Сподарец, 83 | [ 44 ]    | Перченок, гол 15. Гвинейский, гол 45. Галыш, гол 54, гол 72. Анисимов, гол 57, гол 80 | Стадион: «Арена Анненки» Зрителей: 100 |
| Квант: Яковлев, Геворкян, Семкин, Писаренко, Болтунов, Абрамов (Юлдашев, 46), Стегэреску (Петрушин, 65), Сподарец, Исаев (Друщиц, 46), Белов (Гуров, 46), Радьков (Емельянов, 5) Сокол: Федоров, Молодцов (Галыш, 16), Сериков, Бабенков, Павлов (Пасько, 46), Борисов (Столяренко, 67), Гвинейский (Некрылов, 85), Анисимов, Перченок, Кабутов, Романенко (Краснов, 73) |                          |           |                                                                                       |                                        |

| 6 сентября 2019 8-й тур | Сокол | 1:1    | Строгино |                |
| 5:00 PM                 |       | [ 45 ] |          | Зрителей: 2100 |

| 14 сентября 2019 9-й тур | Химик-Арсенал                              | 1:2 (1:0) | Сокол                                                                                     | Новомосковск   |
| 3:00 PM | Мистулов, 9 (1:0) Иванов, 45. Мистулов, 49 | [ 46 ]    | Галыш, 78, с пенальти (1:1). Столяренко, 79. Кабутов, 80. Перченок, 87 (1:2) Анисимов, 90 | Зрителей: 1000 |
| Химик-Арсенал: Герасимов, Злобин, Крикуненко, Иванов, Черняк, Петров, Дудайти, Беликов (Мингазов, 75), Борсяков (Изотов, 60), Ивакин, Мистулов (Денисов, 85) Сокол: Молодцов, Сериков, Бабенков, Олишевский, Борисов (Победимов, 90), Столяренко, Анисимов (Пасько, 90), Кабутов (Некрылов, 84), Галыш (Краснов, 90+), Романенко (Перченок, 51) |                                            |           |                                                                                           |                |

| 21 сентября 2019 10-й тур | Сокол                                         | 3:0 (0:0) | Химки-М                       | Саратов                            |
| 1:30 PM | Столяренко, гол 53. Перченок, гол 72, гол 76. | [ 47 ]    | Казанцев, 41. Пшеничников, 83 | Стадион: «Локомотив» Зрителей: 950 |
| Сокол: Федоров, Молодцов (Пасько, 79), Сериков, Бабенков, Олишевский, Борисов, Столяренко (Гвинейский, 63), Анисимов (Победимов, 90), Кабутов (Некрылов, 83), Галыш., Романенко (Перченок, 69) Химки-М: Пузин (Лизенко, 83), Тихонов (Пшеничников, 57), Евдокимов, Бедножей, Прошкин, Матвеев (Шалеев, 75), Жумабеков, Казанцев, Мишуков, Боженов, Оленев |                                               |           |                               |                                    |

| 28 сентября 2019 11-й тур | Рязань                                    | 1:2 (1:1) | Сокол                                                                           | Рязань                            |
| 3:00 PM | Тонких, 6 (1:0) Белобаев, 18 Житников, 76 | [ 48 ]    | Галыш, 20 (1:1). Столяренко, 47. Перченок, 49 (1:2) Гвинейский, 73 Перченок, 85 | Стадион: «Олимпиец» Зрителей: 500 |
| Рязань: Березин, Житников, Шатский, Бобрышов, Гришин (Зайцев, 86), Тонких (Барков, 83), Дегтярев, Белобаев (Сентюрин, 71), Никитин (Прилепский, 83), Губанов, Мещеряков (Журавлев, 46) Сокол: Федоров, Романенко, Сериков, Бабенков, Олишевский, Борисов, Столяренко (Гвинейский, 60), Анисимов, Кабутов (Краснов, 66), Перченок (Пасько, 89), Галыш (Некрылов, 90+) |                                           |           |                                                                                 |                                   |

| 5 октября 2019 12-й тур | Сокол                         | 0:1 (0:1) | Металлург (Липецк)                                                                           | Саратов                             |
| 1:30 PM | Столяренко, 39. Романенко, 44 | [ 49 ]    | Фролов, гол 10 Фролов, 65. Фролов, 76 (вторая желтая карточка) Овчинников, 87. Иканович, 90+ | Стадион: «Локомотив» Зрителей: 1300 |
| Сокол: Федоров, Романенко, Сериков, Бабенков, Олишевский, Борисов, Столяренко, Анисимов (Пасько, 80), Кабутов, Перченок, Галыш Металлург (Липецк): Иканович, Кахидзе, Фролов, Баульчев, Викторов, Разомазов (Мохов, 78), Баязов, Войдель, Овчинников (Белоусов, 90), Арустамян (Титов, 80), Архипов (Чернышов, 86) |                               |           |                                                                                              |                                     |

| 12 октября 2019 13-й тур | Калуга                                  | 1:1 (1:1) | Сокол                                                                      | Калуга                           |
| 1:00 PM | Волгин, 4 (1:0) Боровков, 14 Волгин, 88 | [ 50 ]    | Романенко, 33, с пенальти (1:1) Победимов, 42. Олишевский, 61. Краснов, 77 | Стадион: «Анненки» Зрителей: 480 |
| Калуга: М.Павлов, Боровков, Новицкий, Фомин, Авагимян, Волгин, Храпов, Дубровин, Баранов (Евстигнеев, 66), Суханов (Агекян, 83), Семин (Маскаев, 56) Сокол: Федоров, Молодцов, Бабенков (В.Павлов, 89), Пасько, Олишевский, Сериков, Гвинейский (Победимов, 16. Кабутов, 62), Анисимов, Романенко (Краснов, 76), Перченок (Захарян, 81), Галыш |                                         |           |                                                                            |                                  |

| 19 октября 2019 14-й тур | Сокол                                                                           | 2:1 (1:1) | Салют                                     | Саратов                             |
| 1:30 PM | Сериков, 10 Столяренко, 16 (1:0). Сериков, 75 (2:1) Федоров, 86. Победимов, 90+ | [ 51 ]    | Бутырин, 38, с пенальти (1:1).Чунихин, 70 | Стадион: «Локомотив» Зрителей: 1280 |
| Сокол: Федоров, Молодцов, Сериков, Пасько, Олишевский, Борисов, Столяренко, Анисимов (Захарян, 68), Романенко, Кабутов (Победимов, 69. Некрылов, 90+), Галыш (Перченок, 55) Салют: Цыгулев, Басов, Бутырин, Колесников, Ивантеев, Штыпула (Грибанов, 78), Чунихин (Ямлиханов, 76), Агеев, Бурынин, Гордеев (Мироненко, 82), Дегтев |                                                                                 |           |                                           |                                     |

| 26 октября 2019 15-й тур | Арарат                                                            | 0:3 (0:0) | Сокол                                                                                     | Москва                                                     |
| 12:00 PM | Новичков, 17.. Паштов, 36. . Мурадов, 79. Джикия, 83. Андямов, 88 | [ 52 ]    | Борисов, 24. Романенко, 30 Пасько, 42 Кабутов, гол 74. Перченок, гол 80. Анисимов, гол 85 | Стадион: «Спартаковец имени Н.П. Старостина» Зрителей: 100 |
| Арарат: Власов, Новичков, Ламанов, Дмитриев, Мурадов (Андямов, 81), Имедашвили (Подымов, 59), Паштов (Карамышев, 79), Батяев (Забродин, 62), Ахмаев, Грузнов, Моргунов (Джикия, 35) Сокол: Федоров, Молодцов, Сериков, Пасько, Олишевский, Борисов, Столяренко (Захарян, 15. Краснов, 88), Анисимов, Романенко (Перченок, 52), Кабутов (Некрылов, 90), Галыш (Павлов, 90+) |                                                                   |           |                                                                                           |                                                            |

| 2 ноября 2019 16-й тур | Сокол                                                                         | 4:0 (3:0) | Зоркий                   | Саратов                             |
| 1:30 PM                | Перченок, гол 11, гол 17, Молодцов, 59. Бабенков, 87 гол 90. Сериков, гол 90+ | [ 53 ]    | Данилюк, 69. Кашаев, 76. | Стадион: «Локомотив» Зрителей: 2200 |

| 9 ноября 2019 17-й тур | Сатурн                   | 0:2 (0:1) | Сокол                                                                      | Раменское                       |
| 1:00 PM | Доронин, 16. Исайкин, 87 | [ 54 ]    | Романенко, гол 33, с пенальти. Молодцов, гол 60 Кабутов, 76. Перченок, 83. | Стадион: «Сатурн» Зрителей: 500 |
| Сатурн: Межиев, Корж, Губочкин, Обивалин, Заварухин, Доронин, Родионов, Коробов (Тявин, 79), Радостев (Исайкин, 46), Широков, Альшанский Сокол: Федоров, Романенко, Сериков, Пасько, Олишевский, Борисов, Молодцов, Анисимов (Захарян, 90+), Перченок, Кабутов, Галыш |                          |           |                                                                            |                                 |

## Кубок России

### 1/128 финала
| 28 июля 2019 1/128 финала | Акрон                                                      | 3:1 (0:0) | Сокол                          | Жигулевск                          |
| 4:00 PM | Вахтеев, 9 Титов, 57 (1:1). Халилуллов, 68 (2:1), 80 (3:1) | [ 55 ]    | Макаров, 55 (0:1) Елизаров, 63 | Стадион: «Кристалл» Зрителей: 1100 |
| Акрон: С.Волков, Монов, Лазарев (Мелихов, 53), Дудиков, Захаров, Горбунов, Герюгов (Макоев, 84), Иванников (Баптиста, 71), Малаховский (Халилуллов, 61), Вахтеев (Рыжков, 75), Титов Сокол: Беляев, Елизаров (Сазонов, 68), Олейников, Брежнев, Крючков, Карибов (Рамазанов, 80), Козлов, Захарян, Некрылов, Харламов, Макаров |                                                            |           |                                |                                    |